# 村野鐵太郎
村野 鐵太郎（むらの てつたろう、1929年8月18日 - 2020年7月8日）は、日本の映画監督。鹿児島県鹿児島市大黒町出身。

## 人物
- 東京商船大学を受験する予定だったが、ジャン・ルノワールの監督作品「大いなる幻影」を観た影響で、早稲田大学に入学。同期には篠田正浩、和田勉がいた[1]。
- 大学を卒業後大映に入社、最初は東京撮影所企画部に所属、助監督部に移籍すると溝口健二、増村保造などの作品を担当[1]、1960年には「青い嵐」で監督デビュー。『闇を裂く一発』を監督したのを最後に大映を離れた[2]。その後は石原裕次郎主演の『富士山頂』を監督した。

- 1979年には「月山」で芸術選奨文部大臣賞を受賞、アカデミー外国語映画賞日本代表になった[3]。
- 1995年には紫綬褒章を受章した[4]。

## 主な作品
特記事項のないものはすべて監督作品
- 泣き笑い地獄極楽（浜野信彦監督）　※原案
- 母笛子笛（斎村和彦監督）　※原作
- 雪の降る街に
- 視界ゼロの脱出
- ごろつき犬
- 夜の勲章
- 鉄砲犬
- 銭のとれる男
- ごんたくれ
- 早射ち犬
- 夜の縄張り
- 闇を裂く一発 (1968)
- 富士山頂 (1970)
- 男一匹ガキ大将　※監督・脚本
- 鬼の詩　※製作・監督・脚本 (1975)
- 月山　※製作・監督
- 遠野物語　※製作・監督 (1982)
- 国東物語　※製作・監督
- トリナクリア PORSCH959　※製作・監督
- 上方苦界草紙　※製作・監督
- KOYA澄賢房覚え書　※製作・監督